# Сентготард
Сентготард (мађ. Szentgotthárd; словен. Monošter) је најзападнији град Мађарске. Налази се на обали реке Раба поред аустријске границе. Овај град је центар мале словеначке мањинске заједнице у Мађарској

## Историја
Током 1664. године овде је било поприште битке између Хабсбурга и Османлија. Аустријанци су поразили Турке и приморали их да пристану на преговоре и склопе Вашварски мировни споразум који је остао на снази све до 1683. године.

## Партнерски градови
- Дел
- Валдирн
- Петрила
- Тарвизио
- Изола

## Познати житељи
- Ференц Јоаким